# Croton troncosoi
Espèce
Classification APG II (2003)
Croton troncosoi est une espèce de plantes à fleurs du genre Croton et de la famille des Euphorbiaceae, présente en Argentine (Entre Rios).